# Jack DeJohnette

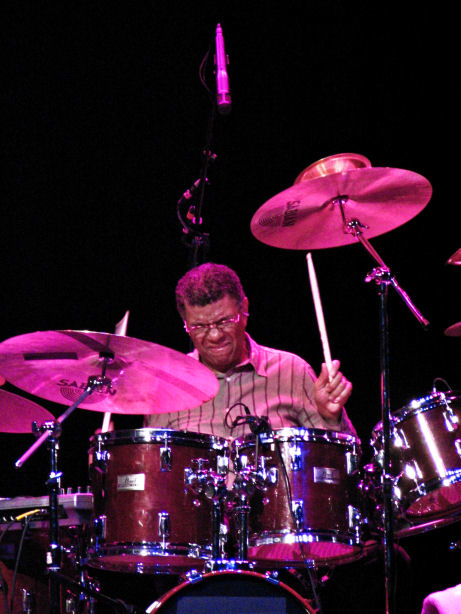
DeJohnette in 2006

Jack DeJohnette (Chicago, 9 augustus 1942) is een Amerikaans jazz drummer, pianist en componist.

## Biografie
DeJohnette werd geboren in Chicago, Illinois. Naast drums studeerde hij ook piano, een instrument dat hij op een aantal opnames bespeelt. De eerste bekendheid kwam er toen hij in de band van Charles Lloyd speelde. In die periode speelde ook Keith Jarrett in deze band. Vanaf 1968 verving DeJohnette Tony Williams in de band van Miles Davis, met wie hij tot 1972 zou spelen. Eveneens in 1968 nam hij zijn eerste album als bandleider op. Het album kreeg de naam The DeJohnette Complex.
Vanaf het begin van de jaren zeventig leidde DeJohnette verschillende bands waaronder Compost, een jazz-rock band die twee albums opnam voor Columbia Records (Bob Moses en Harold Vick); Directions (met John Abercrombie, Alex Foster, Warren Bernhardt, en Mike Richmond); New Directions (met Abercrombie, Lester Bowie, en Eddie Gomez); end Special Edition (met David Murray, Chico Freeman, Arthur Blythe, Peter Warren, en anderen).
Sinds de jaren tachtig maakt hij deel uit van het trio van Keith Jarrett.
DeJohnettes stijl is vergelijkbaar met die van Roy Haynes, en twee van de grootste drummers uit de jaren zestig: Tony Williams en Elvin Jones.
Sinds 2003 vormt hij samen met Larry Goldings (orgel) en John Scofield (gitaar) de band Trio Beyond. Dit trio werd gevormd als eerbetoon aan de band The Tony Williams Lifetime, die geleid werd door Williams en met Larry Young op orgel en John McLaughlin op gitaar.
DeJohnette slaagt erin om met succes elementen uit de free jazz te vermengen met het sterk ritmegevoel van een R&B-drummer.

Op de in 2019 door het tijdschrift Rolling Stone gepubliceerde ranglijst van 100 beste drummers in de geschiedenis van de popmuziek kreeg Jack DeJohnette de 40e plaats toegekend.

## Beperkte discografie

### Als bandleider
- The DeJohnette Complex (1968)
- Ruta and Daitya (met Keith Jarrett) (1972)
- Sorcery (1974)
- Pictures (1976)
- Directions (1978)
- Special Edition (1979)
- Album Album (1984)
- In Our Style (met David Murray) (1986)
- Parallel Realities (1990)
- Dancing with Nature Spirits (1995)
- Oneness (1997)
- Invisible Nature (met John Surman) (2000)
- Music in the Key of Om (2005), in 2006 genomineerd voor een Grammy Award als Best New Age Album
- Music from the Hearts of the Masters (met Foday Musa Suso) (2005)
- The Ripple Effect (met Ben Surman en Foday Musa Suso) (2005)
- Hybrids (met Ben Surman and Foday Musa Suso) (2005)
- The Elephant Sleeps but Still Remembers (met Bill Frisell) (2006)
- Sound Travels (2012)

### Gateway
Trio with John Abercrombie and Dave Holland
- Gateway (1975)
- Gateway 2 (1977)
- Homecoming (1994)
- In The Moment (1994)